# Ливитт, Генриетта Суон
Генриетта Суон Ливи́тт (англ. Henrietta Swan Leavitt; 4 июля 1868 — 12 декабря 1921) — американский астроном. Известна своими работами по изучению переменных звёзд.

## Биография
Ливитт родилась в 1868 году в небольшом американском городе Ланкастер, штат Массачусетс. В 1892 году окончила Рэдклиффский колледж со степенью бакалавра. Перенесла тяжёлую болезнь, из-за которой она стала практически глухой. Однако это не помешало ей устроиться в 1893 году в обсерваторию Гарвардского колледжа, где она получила должность ассистента профессора астрономии Эдуарда Чарлза Пикеринга и работала вычислителем. С 1902 года занималась упорядочиванием каталога фотопластинок с изображениями звёзд, определяя их блеск в звёздных величинах.
Ливитт открыла более 2400 переменных звёзд (преимущественно в Магеллановых облаках на основе снимков, полученных с 1893 года в Арекипской обсерватории, Перу). Свой первый каталог из 1777 переменных звёзд она опубликовала в 1908 году. Изучение цефеид привело её к открытию зависимости между периодом изменения блеска и светимостью звезды, что впоследствии помогло астрономам в измерении расстояний как в нашей Галактике, так и за её пределами. Совместно с Пикерингом ею также был разработан стандарт фотографических измерений блеска звёзд, получивший международное признание в 1913 году и проходивший под названием «Гарвардский стандарт»
Проработав до конца жизни в обсерватории Гарвардского колледжа, Генриетта Ливитт скончалась в 1921 году от рака. В её честь был назван астероид (5383) Ливитт, а также кратер Ливитт на Луне.

## Карьера в астрономии
Ливитт присоединилась к обсерватории Гарвардского колледжа после путешествий в 1903 году. Поскольку Ливитт располагала независимыми средствами, Пикерингу поначалу не пришлось ей платить. Позже она получала 0,30 доллара США (эквивалент 8,64 доллара США в 2020 году) в час за свою работу, всего 10,50 доллара США (эквивалент 302,44 доллара США в 2020 году) в неделю. По воспоминаниям, она была «трудолюбивой, серьёзной…, мало склонной к легкомысленным занятиям и самоотверженно преданной своей семье, своей церкви и своей карьере». Одной из женщин, с которыми Ливитт работала в Гарвардской обсерватории, была Энни Джамп Кэннон. Пикеринг поручил Ливитт изучение переменных звезд Малого и Большого Магелланового Облака. Она идентифицировала 1777 переменных звезд. В 1908 году она опубликовала свои результаты в «Хрониках астрономической обсерватории Гарвардского колледжа», отметив, что более яркие переменные имели более длительный период. В другой статье, опубликованной в 1912 году, Ливитт внимательно изучила взаимосвязь между периодами и яркостью выборки из 25 переменных цефеид в Малом Магеллановом облаке. Этот документ был передан и подписан Эдвардом Пикерингом, но было указано, что он был «подготовлен мисс Ливитт». Ливитт построила график зависимости величины от логарифма периода и определила, что, по её словам: 
Прямую линию можно легко провести между каждой из двух серий точек, соответствующих максимумам и минимумам, тем самым показывая, что существует простая связь между яркостью переменных цефеид и их периодами. 
Затем она использовала упрощённую теорию о том, что все цефеиды в пределах Малого Магелланова Облака находились примерно на одинаковом расстоянии, так что их внутреннюю яркость можно было определить по их видимой яркости, зарегистрированной на фотографических пластинках, с точностью до масштабного коэффициента, поскольку расстояние до Магеллановых Облаков было ещё неизвестно. Она выразила предположение, что будут измерены параллаксы некоторых цефеид, что вскоре и произошло, что позволило откалибровать её шкалу абсолютной звёздной величины. Это суждение позволило Ливитт установить, что логарифм периода линейно связан с логарифмом средней собственной оптической яркости звезды (которая представляет собой количество энергии, излучаемой звездой в видимом спектре).
Ливитт также разработала и продолжал совершенствовать Гарвардский стандарт фотографических измерений — логарифмическую шкалу, которая упорядочивает звезды по яркости более чем на 17 величин. Первоначально она проанализировала 299 пластин с 13 телескопов, чтобы построить свою шкалу, которая была принята Международным комитетом в 1913 году.
В 1913 году Ливитт обнаружила Т Компаса, повторно новую звезду в созвездии Компас и одну из наиболее частых повторно новых звезд на небе со вспышками, наблюдаемыми в 1890, 1902, 1920, 1944, 1967, и 2011 году.
Ливитт была членом общества Phi Бета Kappa, Американской ассоциации университетских женщин, Американского астрономического общество, Американской ассоциации содействия развитию науки и почетным членом Американской ассоциации наблюдателей переменных звезд. В 1921 году, когда Харлоу Шепли занял пост директора обсерватории, Ливитт была назначена руководителем отдела звездной фотометрии. К концу того же года она умерла от рака и была похоронена на семейном участке Ливиттов на Кембриджском кладбище в Кембридже, штат Массачусетс.

## Вклад в науку
По словам научного писателя Джереми Бернштейна, «переменные звезды представляли интерес в течение многих лет, но когда она изучала эти пластины, я сомневаюсь, что Ливитт думала, что она сделает значительное открытие, которое в конечном итоге изменит астрономию.» Соотношение периода и светимости для цефеид, теперь известное как «закон Ливитт», создало шкалу расстояний в астрономии, позволив ученым вычислять расстояния до звезд, слишком удаленных для того, чтобы наблюдения звездного параллакса были полезны. Через год после того, как Ливитт сообщила о своих результатах, Эйнар Герцшпрунг определил расстояние до нескольких цефеид в Млечном Пути и что с помощью этой калибровки можно точно определить расстояние до любой цефеиды. Таким образом, открытие Ливитт навсегда изменило нашу картину Вселенной, поскольку оно побудило Харлоу Шепли переместить наше Солнце из центра галактики на Большом споре, а Эдвина Хаббла переместить нашу галактику из центра Вселенной.
Открытие Ливитт способа точного измерения расстояний в межгалактическом масштабе проложило путь к пониманию современной астрономией структуры и масштаба Вселенной. Достижения Эдвина Хаббла, американского астронома, который установил, что Вселенная расширяется, также стали возможными благодаря новаторским исследованиям Ливитт. Хаббл часто говорил, что Ливитт заслужила Нобелевскую премию за свою работу. Математик Миттаг-Леффлер, член Шведской академии наук, пытался выдвинуть её на эту премию в 1925 году, но узнал, что она умерла от рака тремя годами ранее. (Нобелевская премия не присуждается посмертно.)
Переменные цефеиды позволяют астрономам измерять расстояния примерно до 20 миллионов световых лет. Ещё большие расстояния теперь можно измерить, используя теоретическую максимальную массу белых карликов, рассчитанную Субраманьяном Чандрасекаром.

## Болезнь и смерть
Научная работа Ливитт в Гарварде часто прерывалась болезнью. Её ранняя смерть в возрасте 53 лет от рака желудка была воспринята коллегами как трагедия. Её коллега Солон Бейли написала в своем некрологе, что «она обладала счастливой, радостной способностью ценить все, что было достойно и привлекательно в других, и обладала природой, настолько плотного солнечного света, что для неё вся жизнь была прекрасной и наполненной смыслом.»